# Poggi di Prata
Poggi di Prata este o arie protejată (arie specială de conservare — SAC, sit de importanță comunitară — SCI) din Italia întinsă pe o suprafață de 1.061 ha, integral pe uscat.

## Localizare
Centrul sitului Poggi di Prata este situat la coordonatele 43°06′28″N 10°58′39″E / 43.107778°N 10.9775°E.

## Înființare
Situl Poggi di Prata a fost declarat sit de importanță comunitară în iunie 1995 pentru a proteja 8 specii de animale. Situl a fost protejat și ca arie specială de conservare în mai 2016.

## Biodiversitate
Situată în ecoregiunea mediteraneană, aria protejată conține 9 habitate naturale: Păduri aluvionare cu Alnus glutinosa și Fraxinus excelsior (Alno-Padion, Alnion incanae, Salicion albae), Peșteri inaccesibile publicului, Păduri de Quercus ilex și Quercus rotundifolia, Pajiști uscate europene, Păduri panonice-balcanice de stejar turcesc - stejar sesil, Pajiști carstice calcaroase sau bazofile, de Alysso-Sedion albi, Păduri de Castanea sativa, Pajiști uscate seminaturale și facies de acoperire cu tufișuri pe substraturi calcaroase (Festuco-Brometalia) (* situri importante pentru orhidee), Păduri ilirice de stejar și carpen (Erythronio-Carpinion).
La baza desemnării sitului se află mai multe specii protejate:
- păsări (5): șerpar (Circaetus gallicus), presură de grădină (Emberiza hortulana), vânturel roșu (Falco tinnunculus), sfrâncioc roșiatic (Lanius collurio), ciocârlie de pădure (Lullula arborea)
- mamifere (3): liliac cu aripi lungi (Miniopterus schreibersii), liliacul mediteranean cu potcoavă (Rhinolophus euryale), liliacul mare cu potcoavă (Rhinolophus ferrumequinum)

Pe lângă speciile protejate, pe teritoriul sitului au mai fost identificate 13 specii de plante, 1 specie de reptile.